# 牛尾岭水库
牛尾岭水库是中国广西壮族自治区北海市境内的一座水库，位于三合江上，建于1964年。水库正常库容为1153万立方米，集雨面积为24平方千米，海拔为26.5米。